# Jouko Turkka
Jouko Veli Turkka, född 17 april 1942 i Birkala, död där 22 juli 2016, var en finsk teaterregissör, skådespelare och författare. Son till arbetsledaren Reino Veli Turkka och kontoristen Gunhild Åberg.

## Biografi
Jouko Turkka avslutade sina studier i regi vid Finska teaterskolan 1966. Han var chef för Seinäjoen Kaupunginteatteri (Seinäjoki stadsteater) 1967–1968, Joensuun Kaupunginteatteri (Joensuu stadsteater) 1968–1972, Kotkan Kaupunginteatteri (Kotka stadsteater) 1973–1975. 1975–1982 var han biträdande chef för Helsingin Kaupunginteatteri (Helsingfors stadsteater). 1981–1984 var han professor i scenframställning vid Konstuniversitetets Teaterhögskola, 1982–1985 skolans rektor och 1985–1990 professor i regi. Hans mest framgångsrika period som regissör var under 1970-talet då en serie starka, suggestiva uppsättningar gjorde att han geniförklarades, däribland Josef Julius Wecksells Daniel Hjort på Åbo svenska teater 1973 och August Strindbergs Aavesonaatti (Spöksonaten) på Helsingfors stadsteater 1978.
Turkka ansåg att teatern kunde vara kreativ bara genom att krossa tabun och han ville gärna provocera och chockera. Med inspiration från Vsevolod Meyerholds biomekaniska teater, eftersträvade han en spelstil där skådespelarna befinner sig vid sina fysiska och psykiska gränser. Utspelet når ofta nivåer där skådespelarna inte längre kan kontrollera sina kroppsvätskor. När hans teaterelever vid en uppmärksammad performanceföreställning i Uleåborg kastat fekalier, avföring och urin, och  även råa hönsägg på publiken ledde detta inte bara till  skandal utan också  till en rättegång, riksdagsdebatt och en utdragen konflikt med kulturministern Gustav Björkstrand.  Jouko Turkka var ofta kontroversiell och hans karriär kantades av ytterligare skandaler lika väl som förväntningar på skandaler. Turkka hade ett förflutet som riksdagskandidat för vänsteralliansen Demokratiska förbundet för Finlands folk (DFFF) 1972 men menade å ena sidan att teatern inte var lämplig för politisk retorik. Å andra sidan var flera av hans pjäser starkt politiska och han ville skildra "slutet för kapitalismen". År 2000 skulle han sätta upp sin egen Osta pientä ihmistä (Köp en liten människa) där han hängde ut Nokiachefen Jorma Ollila på Turun kaupunginteatteri (Åbo stadsteater), men skådespelarna hoppade av sedan det uppdagats att Turkka själv var miljonär i Nokiaaktier. Pjäsen sattes senare upp i Tallinn under titeln Connecting people i regi av Turkka-eleven Erik Söderblom.
1990 fick han statens konstnärsstipendium på femton år, till vilket var knutet en förbindelse att inte samtidigt inneha annan tjänst. Bland utmärkelser han tilldelats kan nämnas Årets Teaterbragd 1979, J.H. Erkko-priset 1981 och Nordiska hörspelspriset 1993.
1986 regisserade han sin egen Kött och kärlek på Göteborgs stadsteater. Uppsättningen kommenterades livligt i media. Turkka skapade konflikter utom och inom teatern med att iscensätta myten om att finska uteliggare och hemlösa exporterades till Sverige som korv.
Han var gift med skådespelaren Maija-Liisa Poutiainen 1966–1980. Tillsammans fick de sonen Juha Turkka.

## Teaterregi (i urval)
- Anu ja Mikko (1968)
- Hyvästi Mansikki (1969)
- Tuntematon sotilas (1971)
- Tulitikkuja lainaamassa (1972)
- Kyllikki ja Runar (1974, 1996)
- Nummisuutarit (1974, 1975)
- Siinä näkijä missä tekijä (1976)
- Niskavuoren nuori emäntä (1977)
- Putkinotko (1978)
- Aavesonaatti (1978)
- Viisas neitsyt (1979)
- Tuntematon sotilas (1979)
- Murtovarkaus (The Burglary) (1981)[2]
- Voimamies (1982)
- Tuhat ja yksi yötä (1983)
- Hypnoosi (1985)
- Kött och Kärlek (1986)
- Valheita (1990)
- Presidentin dementia (1993)
- Att hyra en kändis (1994)
- Kumpi nauttii enemmän – mies vai nainen? (1995)
- Rakkaita pettymyksiä rakkaudessa (1996)
- Täysin tyydytetty nainen (1997)
- Yksi yö Ruotsalaista Kesää (2004)
- Konkurssisirkus (2005)

## Filmer (i urval)
- Yö ja päivä / Natt och dag, efter Aleksis Kivi (1967, regi med Inari Teinilä)
- Hamlet, efter William Shakespeare (1985, regi)
- Seitsemän veljestä / Sju bröder, efter Aleksis Kivi ( 1989, TV-serie, regi
- Back to the USSR - takaisin Ryssiin, av Jari Halonen  (1992, medverkan)